# حسن‌رضا زمانی‌فر
حسن‌رضا زمانی‌فر (زادهٔ ۱۳۳۷ در ملایر) نمایندهٔ حوزهٔ انتخابیهٔ ملایر در دورهٔ پنجم مجلس شورای اسلامی بوده‌است.